# شیحه، حماة
شیحه (به عربی: الشیحة) یک روستا در سوریه است که در حماه واقع شده‌است. شیحه ۳٬۹۸۵ نفر جمعیت دارد.